# Nokia Lumia 730
Nokia Lumia 730 là một chiếc điện thoại thông minh được thiết kế bởi Microsoft Mobile chạy hệ điều hành Windows Phone 8.1. Nó đã được giới thiệu vào 4 tháng 9 năm 2014 tại IFA Berlin. Thiết bị này hướng tới người dùng tầm trung và có sở thích chụp "ảnh tự sướng" với máy ảnh trước lên tới 5 megapixel cùng với góc chụp rộng. Chiếc điện thoại này sẽ được ra mắt với phiên bản 2 SIM 3G và phiên bản 1 SIM 4G có tên là Nokia Lumia 735.

## Phần cứng
Lumia 730 có thiết kế vỏ có thể tháo rời, cùng với chất liệu polycarbonate. Trên máy không còn phím chụp ảnh chuyên biệt như Lumia 720. Với độ dày 8,7 mm, Lumia 730 là chiếc điện thoại mỏng nhất của Microsoft. Như những chiếc Lumia trước, 730 cũng có nhiều màu sắc cho khách hàng chọn lựa: đen, xanh lá cây, cam và trắng.

### Vi xử lý và bộ nhớ
Nokia Lumia 730 sử dụng vi xử lý Qualcomm Snapdragon 400 1,2 GHz với 1GB RAM - gấp đôi so với người tiền nhiệm Lumia 720. Ngoài ra nó còn có 8GB bộ nhớ trong, khe cắm thẻ nhớ lên tới 128GB và 15GB lưu trữ miễn phí trên OneDrive giúp mở rộng bộ nhớ.

### Màn hình
Lumia 730 sử dụng màn hình AMOLED 4,7 inch với độ phân giải HD 1280 x 720. Màn hình còn được trang bị kính cường lực Corning® Gorilla® 3, trong khi Lumia 720 chỉ có Gorilla® Glass 2. Một số tính năng khác cũng giống như Lumia 720 như: công nghệ ClearBlack cải tiến hiển thị ngoài trời; công nghệ cảm ứng siêu nhạy.

### Máy ảnh
Lumia 730 đặc biệt ấn tượng với máy ảnh trước có độ phân giải lên tới 5 megapixel, thích hợp cho những người thích chụp hình "tự sướng". Ngoài ra, 730 còn được trang bị máy ảnh sau có độ phân giải 6.7 megapixel, cùng với ống kính Carl Zeiss và đèn flash LED.

### Pin
Lumia 730 sử dụng pin Li-Ion 2200 mAh không được tích hợp khả năng sạc không dây như người anh em Lumia 735.

## Phần mềm
Lumia 730 sử dụng hệ điều hành Windows Phone 8.1 với nhiều tính năng mới so với Windows Phone 8 như: trung tâm thông báo "Action Center"; tuỳ chỉnh màn hình khoá, Cortana,...
Ngoài những tính năng trên, Nokia còn thêm vào các ứng độc quyền của họ để phân biệt với các hãng điện thoại Windows Phone khác.
Lumia 730 cũng đã tích hợp sẵn bản cập nhật "Denim" bao gồm bản cập nhật 1 của Windows Phone 8.1 và một số tính năng độc quyền của Nokia như: Live Folder, Apps Corner,...